# Walter Afanasieff
Walter "Wally" Afanasieff (São Paulo, 10 de fevereiro de 1958) é produtor musical e compositor multi-instrumentista brasileiro nascido em São Paulo. Vive nos Estados Unidos e é considerado um dos melhores produtores de sua geração. 

## Vida
Descendente de arquitetos navais russos fugidos do comunismo soviético, a carreira de Afanasieff, nascido Vladimir Nikitich Afanasev, ganhou notoriedade internacional quando ele se tornou o principal produtor da carreira da cantora Mariah Carey, com quem co-escreveu e co-produziu inúmeros sucessos, de 1990 até 1998, como "Love Takes Time", "Hero", "Without You", "One Sweet Day", "My All" e "Butterfly". Já no álbum Rainbow, que Mariah lançou em 1999 não há nenhuma parceria entre os dois, fato muito lamentado pelos fãs da cantora, que consideram Walter o melhor produtor de baladas para a voz de Carey. Em 2001, Mariah inclui "Lead the Way" no álbum Glitter, música co-escrita com Afanasieff inicialmente para o álbum Butterfly.
Um dos maiores destaques da carreira de Afanasieff foi a produção da música tema do filme Titanic, My Heart Will Go On, interpretada pela canadense Celine Dion, uma das músicas mais executadas da história.
Walter ganhou dois prêmios Grammy, um em 1999 pela produção de My Heart Will Go On e o segundo em 2000 como produtor do ano. Vive atualmente em Los Angeles e tem três filhos: Andrei, Isabella e Christina.

## Artistas com que já colaborou
Mariah Carey, Michael Jackson, Tina Arena, Regina Belle, Lionel Richie, Luther Vandross, Céline Dion, Savage Garden, Destiny's Child, Kenny G, Michael Bolton, Kenny Loggins, Barbra Streisand, Christina Aguilera, Ricky Martin, Marc Anthony, Babyface, Lara Fabian,  Josh Groban, Clay Aiken, Jordin Sparks, Leona Lewis.

## Maiores sucessos
Com Mariah Carey
- Love Takes Time, 1990
- Can't Let Go, 1991
- I'll Be There, 1992
- Dreamlover, Hero, Without You, Anytime You Need a Friend, 1993
- All I Want for Christmas is You, 1994
- One Sweet Day com Boyz II Men, 1995
- My All, Butterfly, 1997

Com Céline Dion
- Beauty and the Beast
- My Heart Will Go On

Outros
- Immortality com Bee Gees
- Tell Him com Barbra Streisand